# Addys Mercedes
Addys Mercedes, född i Moa, Holguin i Kuba, är en kubansk sångerska. Hon är numera bosatt i Düsseldorf, Tyskland och på Teneriffa.

## Diskografi

### Album
- Mundo Nuevo (2001 Media Luna)
- Nomad (2003 Media Luna)
- Addys (2012 Media Luna)

### Singlar
- Mundo Nuevo (2001 Media Luna)
- Gitana Loca (2005 Media Luna)
- Esa Voz (2005 Media Luna)
- Sabado Roto (2011 Media Luna)
- Hollywood (2012 Media Luna)
- Gigolo (2012 Media Luna)

### Remixar
- Mundo Nuevo (Tony Brown - Media Luna)
- Gitana Loca (Tony Brown - Media Luna)
- Esa Voz (4tune twins - Media Luna)
- Afro D' Mercedes (Andry Nalin - Media Luna)
- Oye Colombia (4tune twins - Media Luna)
- Cry It Out (Guido Craveiro - Media Luna)
- Cha Ka Cha  (Ramon Zenker - Media Luna)